# Lycosa tasmanicola
Lycosa tasmanicola là một loài nhện trong họ Lycosidae.
Loài này thuộc chi Lycosa. Lycosa tasmanicola được Carl Friedrich Roewer miêu tả năm 1960.